# إيرني جونسون
إيرني جونسون (بالإنجليزية: Ernie Johnson) (29 يناير 1926 في الولايات المتحدة - 13 يونيو 2010 في الولايات المتحدة) هو لاعب كرة قدم أمريكية ولاعب كرة سلة أمريكي في مركز راكض للخلف ‏. لعب مع بروينز لجامعة كاليفورنيا ‏.

## وصلات خارجية
- إيرني جونسون على موقع كلية كرة السلة في سبورتس رفرنس.كوم (الإنجليزية)